# Système d'aide à la décision clinique
Un système d'aide à la décision clinique (SADC ; en anglais, clinical decision support system ou CDSS) est un système d'aide à la décision pour la santé qui fournit aux cliniciens, au personnel, aux patients ou à d'autres personnes des connaissances et des informations spécifiques à la personne, filtrées ou présentées intelligemment au moment opportun, afin d'améliorer la santé et les soins de santé.
Un système d'aide à la décision clinique englobe une variété d'outils pour améliorer la prise de décision dans le flux de travail clinique. Ces outils comprennent, entre autres, des alertes et des rappels informatisés à l'intention des fournisseurs de soins et des patients, des directives cliniques, des ensembles d'ordonnances spécifiques à une condition, des rapports et des résumés de données ciblées sur les patients, des modèles de documentation, une aide au diagnostic et des informations de référence contextuellement pertinentes.
Une définition pratique a été proposée par Robert Hayward du Centre for Health Evidence : « Les systèmes d'aide à la décision clinique relient les observations de santé aux connaissances en matière de santé afin d'influencer les choix des cliniciens en vue d'améliorer les soins de santé ».
Les SADC constituent un domaine majeur de l'intelligence artificielle en médecine.

## Caractéristiques
Un système d'aide à la décision clinique est un système de connaissances actif, qui utilise des données de patients pour produire des conseils concernant la santé du patient. Cela implique qu'un SADC est simplement un système d'aide à la décision qui se concentre sur l'utilisation de la gestion des connaissances de manière à obtenir des conseils cliniques pour les soins du patient sur la base de multiples éléments de données du patient.

## Objectif
L'objectif principal des SADC modernes est d'assister les cliniciens au point de service. Cela signifie que les cliniciens interagissent avec un SADC pour les aider à analyser les données du patient et à établir un diagnostic à partir de celles-ci.
Au début, les SADC étaient conçus pour être utilisés pour prendre littéralement des décisions à la place du clinicien. Le clinicien entrait les informations et attendait que le SADC lui fournisse le bon diagnostic, et le clinicien n'avait plus qu'à agir en fonction de ce résultat. Cependant, la méthodologie moderne d'utilisation des SADC à des fins d'assistance implique que le clinicien interagit avec le SADC, en utilisant à la fois ses propres connaissances et celles du SADC, afin d'effectuer une meilleure analyse des données du patient que celle que l'homme ou le SADC pourrait effectuer seul. En général, un SADC fait des suggestions que le clinicien doit examiner, et on attend du clinicien qu'il tire des informations utiles des résultats présentés et qu'il écarte les suggestions erronées.
Un exemple de la façon dont un système d'aide à la décision clinique peut être utilisé par un clinicien est un système d'aide à la décision de diagnostic. Un tel système reçoit en entrée certaines données du patient et en réponse, propose un ensemble de diagnostics. Le médecin prend alors la sortie du système et détermine quels diagnostics peuvent être pertinents et lesquels ne le sont pas, et, si nécessaire, ordonne des tests supplémentaires pour raffiner le diagnostic.
Un autre exemple de SADC serait un système de raisonnement à partir de cas. Par exemple, un tel système pourrait utiliser les données de cas précédents semblables pour aider à déterminer la quantité appropriée de faisceaux et les angles optimaux des faisceaux à utiliser en radiothérapie pour les patients atteints de cancer du cerveau. Les physiciens médicaux et les oncologues examineraient ensuite le plan de traitement recommandé pour déterminer sa viabilité.
Une autre approche, utilisée par le National Health Service (en) en Angleterre, consiste à utiliser un SADC (soit, dans le passé, utilisé par le patient, soit, aujourd'hui, par un opérateur téléphonique qui n'a pas de formation médicale) pour trier les problèmes médicaux en dehors des heures de travail en suggérant au patient une prochaine étape appropriée (par exemple, appeler une ambulance ou consulter un médecin généraliste le jour ouvrable suivant). La suggestion, qui peut être ignorée par le patient ou l'opérateur téléphonique si le bon sens ou la prudence le suggèrent, est basée sur les informations connues et une conclusion implicite sur ce que le diagnostic le plus défavorable est susceptible d'être. La conclusion n'est pas toujours révélée au patient, car elle pourrait être incorrecte et n'est pas basée sur l'opinion d'une personne ayant une formation médicale - elle n'est utilisée qu'à des fins de triage initial.

## Fonctionnement
Les deux principaux types de SDCS sont ceux basés sur la connaissance et ceux non basés sur la connaissance.

### SADC basé sur la connaissance
La plupart des SADC se composent de trois parties : la base de connaissances, un moteur d'inférence et un mécanisme de communication. La base de connaissances contient les règles et les associations de données compilées qui prennent le plus souvent la forme de règles SI-ALORS. Par exemple, s'il s'agit d'un système permettant de déterminer les interactions médicamenteuses, une règle pourrait être la suivante : SI le médicament X est pris ET le médicament Y est pris, ALORS alertez l'utilisateur. À l'aide d'une autre interface, un utilisateur avancé peut modifier la base de connaissances pour la tenir à jour relativement aux nouveaux médicaments et aux nouvelles interactions découvertes. Le moteur d'inférence combine les règles de la base de connaissances avec les données du patient. Le mécanisme de communication permet à l'utilisateur d'entrer ses données et de recevoir les résultats du système,.
Un langage spécial tel que GELLO ou CQL (Clinical Quality Language) est nécessaire pour exprimer les règles de manière traitable par un ordinateur. Par exemple : « if a patient has diabetes mellitus, and if the last hemoglobin A1c test result was less than 7%, recommend re-testing if it has been over 6 months, but if the last test result was greater than or equal to 7%, then recommend re-testing if it has been over 3 months ».

### SADC sans base de connaissances
Les SADC qui n'utilisent pas de base de connaissances font appel à une forme d'intelligence artificielle appelée apprentissage automatique, qui permet aux ordinateurs d'apprendre à partir d'expériences passées et/ou de trouver des modèles dans les données cliniques. Il n'est donc pas nécessaire d'écrire des règles ni de faire appel à des experts. Cependant, étant donné que les systèmes basés sur l'apprentissage automatique ne peuvent pas expliquer les raisons de leurs conclusions, la plupart des cliniciens ne les utilisent pas directement pour établir des diagnostics, pour des raisons de fiabilité et de responsabilité,. Néanmoins, ils peuvent être utiles en tant que systèmes de post-diagnostic, pour suggérer des hypothèses que les cliniciens peuvent examiner plus en profondeur.

## Classification basée sur le moment d'utilisation
Une autre classification importante d'un SADC est basée sur le moment de son utilisation. Les médecins utilisent ces systèmes au point de service pour les aider lorsqu'ils traitent un patient, le moment de l'utilisation étant soit le prédiagnostic, soit le diagnostic, soit le post-diagnostic. Les systèmes SADC de prédiagnostic sont utilisés pour aider le médecin à préparer les diagnostics. Les SADC utilisés pendant le diagnostic aident à revoir et à filtrer les choix diagnostiques préliminaires du médecin pour améliorer les résultats finaux. Les systèmes SADC post-diagnostic sont utilisés pour exploiter les données afin de dériver des connexions entre les patients et leurs antécédents médicaux et la recherche clinique pour prédire les événements futurs. En 2012, il a été affirmé que l'aide à la décision commencera à remplacer les cliniciens dans les tâches courantes à l'avenir.